# Našuškovica
Našuškovica (cyr. Нашушковица) – wieś w Serbii, w okręgu pirockim, w gminie Babušnica. W 2011 roku liczyła 167 mieszkańców.